# لويس السابع (ملك فرنسا)

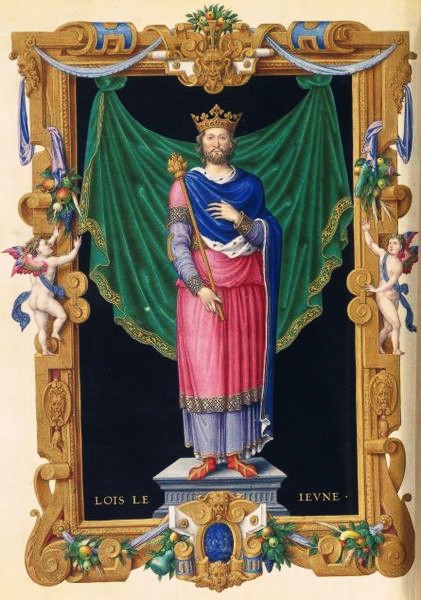
لويس السابع

لويس السابع (بالفرنسية: Louis VII de France) (1120م - 18 سبتمبر 1180م)، يلقب باسم الشاب أو الصغير (بالفرنسية: le Jeune) كان ملك الفرنجة منذ عام 1137م وحتى عام 1180م. كان ابن وخليفة الملك لويس السادس، ومنه جاء لقبه، وتزوج من الدوقة إليانور آكيتاين، واحدة من أكثر النساء ثراءً وسلطةً في أوروبا الغربية. وسَّع الزواج أراضي سلاسة كابيتيون إلى البرانس، ولكنه أُبطل في عام 1152 بعد عدم إنجاب وريث ذكر.
بعد إبطال زواجها على الفور، تزوجت إليانور من هنري بلنتجنت، دوق نورماندي وكونت أنجو، والذي نَقَلت إليه ملكية آكيتن وأنجبت خمسة ورثة من الذكور. عندما أصبح هنري ملك إنجلترا عام 1154، باسم هنري الثاني، حَكَمَ بصفة ملكٍ أو دوقٍ أو كونتٍ إمبراطوريةً كبيرةً من الممالك والدوقات والكونتات التي امتدت من اسكتلندا إلى البرانس. شكَّلت جهود هنري لتوسيع إرث ملكيَّة إنجلترا والمحافظة عليه بداية المنافسة الطويلة بين فرنسا وإنجلترا.
شهد حكم لويس السابع تأسيس جامعة بّاريس والحملة الصليبية الثانية الكارثية. ناضل لويس ومستشاره المشهور آبوت سوجير من أجل مركزية أكبر للدولة وفضلوا تطوير العمارة القوطية الفرنسية، وبشكل خاص بناء كاتدرائية نوتردام دو بّاري.
توفي في عام 1180 وخلفه ابنه فيليب الثاني.

## سنواته المبكرة
وُلد لويس عام 1120 في باريس،[بحاجة لمصدر] وكان ابن لويس السادس ملك فرنسا وأديلايد من سافوي. كان من المتوقع من خلال تعليمه المبكر أن يكون للأمير لويس مسلكٌ وظيفيٌ كنسي. وكنتيجة لذلك، تعلَّم بشكل جيد وأصبح متدينًا بشكلٍ استثنائي، ولكن مجرى حياته تغير بشكل حاسم بعد الموت العرضي لشقيقه الأكبر فيليب عام 1131، وذلك عندما أصبح الوريث لعرش فرنسا. في أكتوبر عام 1131، جعل والده البّابّا إينوسنت الثاني يمسحه بالزيت ويتوجه في كاتدرائية ريمس. قضى معظم شبابه في سان دوني، حيث بنى صداقة مع آبوت سوجير، مستشار والده الذي عمل لصالح لويس أيضًا خلال سنواته الأولى في منصب الملك.

## حكمه المبكر
بعد وفاة الدوق ويليام العاشر دوق آكيتاين، اتَّخذ لويس السادس خطوةً بسرعة ليُزوج ابنه من إليانور آكيتاين، التي كانت قد ورثت أراضي إقليم ويليام، في 25 يوليو 1137. وبهذه الطريقة، سعى لويس السادس إلى إضافة الإقليم الكبير الممتد لدوقة آكيتاين إلى ممتلكات عائلته في فرنسا. في 1 أغسطس 1137، وبعد الزواج بفترة قصيرة، توفي لويس السادس، وأصبح لويس السابع ملكًا. لقد كان الفشل مصير تزويج لويس الرهباني وإليانور الجريئة؛ وقيل إنها صرَّحت ذات مرة أنها ظنَّت أنها تزوجت من ملك، لتجد نفسها متزوجة من راهب. كان هنالك فرق واضح بين الثقافة الباردة، والمتحفظة للبلاط الشمالي في إيل دو فرانس، حيث نشأ لويس، وبين حياة البلاط الثرية، والحرة لآكيتين التي كانت مألوفةً إلى إليانور. كان للويس وإليانور ابنتان، ماري وأليس.
في الجزء الأول من حكمه، كان لويس السابع قويًا ومتحمسًا في امتيازاته. اتَّصف ارتقائه للعرش بانعدام الاضطرابات ما عدا انتفاضات مواطني أورليان وبواتييه، الذين أرادو تنظيم الكومونات. وسرعان ما واجه صراعًا مع البابا إينوسنت الثاني، ومع ذلك، عندما أصبح منصب رئيس أساقفة بورج شاغرًا. دَعم الملك المستشار كاردوك باعتباره مرشحًا لشغل المنصب ضد مشرح البابا بيير دو لا شاتر، وأقسم على الأثر المقدس ألا يدخل بيير إلى بورج أبدًا طالما هو حي. وبسبب ذلك أصدر البابا حظرًا على الملك.